# والتر هادوك
والتر هادوك (بالإنجليزية: Walter Haddock)‏ هو لاعب دوري الرغبي أسترالي، ولد في 1890 في ولينغتون ‏ في أستراليا، وتوفي في 1972 في Punchbowl, New South Wales ‏ في أستراليا.